# Júlio Maria dos Reis Pereira
Júlio Maria dos Reis Pereira, Künstlername Júlio als Maler, Pseudonym Saul Dias als Lyriker (* 1. November 1902 in Vila do Conde, Portugal; † 1983 ebenda) war ein bedeutender portugiesischer Maler und Lyriker. Neben seiner Tätigkeit als Maler war er auch als Zeichner und Illustrator tätig. Der Bruder des Schriftstellers José Régio war jedoch eher als Maler bekannt. Er schuf bedeutende Werke des Lyrischen Expressionismus in Portugal.

## Leben
Pereira stieß erst später zur Kunst. Zunächst machte er eine Ausbildung zum Bauingenieur ab 1919, sein Studium als Ingenieur beendet er 1928 mit Diplom. Von 1919 bis 1921 hatte er die Escola de Belas Artes in Porto besucht, jedoch keinen Abschluss als Student der Kunsthochschule erlangt. 
Er begann mit der latenten Malerei ab 1923, musste aber seinen angefangenen Zyklus aus beruflichen und gesundheitlichen Gründen unterbrechen. Seine erste Einzelausstellung fand 1935 in der Sociedade Nacional de Belas Artes statt. Es folgten weitere Einzel- und Gemeinschaftsausstellungen in Portugal. Bei der zweiten Biennale Moderner Kunst in São Paulo nahm er mit seinen Bildern als einer der Vertreter Portugals teil. Anders als viele portugiesische Maler hat er jedoch niemals im Ausland gelebt oder sich dort ausbilden lassen. 
Als Maler fand Júlio erst spät, teilweise nach einigen Retrospektiven Ende der 1970er und Anfang der 1980er Jahre durch die Fundação Calouste Gulbenkian, breite Bekanntheit in Portugal. 
Beruflich war er zeitlebens – da er von seiner Kunst trotz seines Talents und seines sogar international bekannten Bruders nicht leben konnte – als Ingenieur bei staatlichen Baubehörden tätig, für kurze Zeit zunächst in Coimbra, dann in Évora. In Évora lebte er von 1936 bis 1972. Auch lebte er lange in Porto. Und zum Lebensende wieder in seiner Heimatstadt Vila do Conde.

## Malerei
Júlio sah sich selbst als Erneuerer und Modernist der portugiesischen Kunst. Er war Anhänger des Expressionismus. Viele seiner Bilder sind farbenfrohe Werke, die versuchen, dass Alltagsleben der Menschen einzufangen. Viele sind auch satirisch und gesellschaftskritisch. Ihm lag der Schutz der Frauen besonders am Herzen, was sich auch in einigen Gemälden ausdrückte; eines, das eine Frau des Bürgertums zeigt, die von ihrem (sehr dicken) Mann geschlagen wurde. Auch die Doppelmoral des hohen Lissaboner Bürgertums nahm er auf die Schippe, indem er bei einem sehr berühmten Gemälde (wohl sein bekanntestes) O burguês e a menina (1931) („Der Bürger und das Mädchen“) einen extrem dicken, reichen Mann mit Zylinder und Sparzierstock zeigt, der vor einer völlig nackten, sehr jungen Prostituierten steht, die rot vor Scham anläuft und nur mit einem Umhang bekleidet ist. Da wollte er die Doppelmoral und gleichzeitig auch den moralischen Verfall des Landes darstellen. Julio war einer der ersten Maler in Portugal, der weibliche Akte malte. Überhaupt ist Nacktheit von Frauen, selten von Männern bei ihm ein häufiges Thema. Als Bruder des Schriftstellers José Régio illustrierte er zahlreiche Bücher von Régio, aber auch viele Magazincover der Zeitschrift Presença. Als Zeichner war es vor allem die Serie „Poeta“, dass einen jungen Dichter zeigt, der wie ein Troubadour mit Gitarre durchs Land zieht und auf verschiedenen Bildern amouröse Begegnungen mit Frauen hat oder überall anfängt, seine Verse vorzutragen. Als Dichter knüpfte er an die Vertreter des Zweiten Modernismus in Portugal, vor allem an seinen Bruder, an.

## Trivia
- Bereits 1959 wurde eine kurze Dokumentation mit dem Titel As pinturas do meu irmão Júlio über den Maler und seine Bilder von Manoel de Oliveira gedreht. Sprecher im Hintergrund war Júlios Bruder José Régio.
- Am Ende seines Lebens war der schrullige Ingenieur auch Sammler von mehr als 350 Puppen geworden, die unter dem Namen „Bonecos de Estremoz“ bekannt waren. Es war die größte Privatsammlung Portugals an Puppen und die einzige eines (erwachsenen) Mannes im ganzen Land.

## Schriften (als Lyriker)
- Mais e Mais, 1932, Lyrik
- Tanto, 1934, Lyrik
- Ainda, 1938, Lyrik
- Sanque, 1952, Lyrik
- Obra poetica completa, 1980 (Komplettausgabe seiner Poesie)